# Jérôme Alonzo
Pour les articles homonymes, voir Alonzo.
Jérôme Alonzo, né le 20 novembre 1972 à Menton, dans les Alpes-Maritimes, est un footballeur français, évoluant au poste de gardien de but.
Il est le fils de Pierre Alonzo, ancien entraîneur du Paris Saint-Germain lors de la fin des années 1970.

## Biographie

### Débuts à Nice (1990-1995)
Il se forme au football avant de rejoindre le centre de formation de l’OGC Nice. En 1990, il rejoint officiellement l’équipe en tant que footballeur professionnel. Le jeune Jérôme passe logiquement 5 saisons sur le banc niçois sans jamais vraiment jouer (8 apparitions). Jérôme y glane son premier titre (champion de France de D2) et fait ses valises la saison suivante, constatant que le poste de titulaire ne lui est pas accessible.

### Olympique de Marseille (1995-1997)
Il décide de tenter sa chance avec l’Olympique de Marseille. Lors de la saison 1995–1996, il joue plus d’une quarantaine de matchs mais, la saison suivante, l’équipe recrute le gardien Adreas Köpke. Ce dernier prend une place considérable au sein de l’OM, poussant Jérôme à rejoindre l’AS Saint-Etienne.

### Saint-Étienne (1997-2001)
Il connaît une belle première saison avant de se blesser et de rester éloigné des terrains pendant près de sept mois.
Il retrouve la seconde division, mais il gagne considérablement en temps de jeu. Entre 1997 et 2001, il compte une centaine de participations à son actif, et contribue à la remontée des Verts en 1999.

### Paris SG (2001-2008)
Après quatre saisons chez les Verts, il décide de rejoindre le Paris Saint-Germain où il joue sous la houlette de l’entraîneur Luis Fernandez. Il y retrouve son ami Lionel Letizi. L’entente entre les deux hommes permet au club d’avoir deux gardiens de but au sommet et qui enchaînent les succès. C’est à partir de sa troisième saison sous les couleurs du club de la capitale qu’il devient titulaire à part entière, un exercice couronné par une Coupe de France.
Le natif de Menton est systématiquement titularisé lors des matches de Coupe de France, qu’il soulève une deuxième fois en 2006, et de Coupe de la Ligue, remportée en 2008.
Sa cote grandit au fil des matchs, lui permettant de devenir l’un des gardiens phares de la Ligue 1 française jusqu’en 2008, année où il quitte le PSG.

### Nantes (2008-2010)
Jérôme rejoint alors le FC Nantes pendant deux saisons avant de décider de prendre sa retraite.

### Reconversion
Il s'occupe aussi de son magazine bimestriel Surface Football Magazine qu'il a créé en novembre 2008.
Âgé de 37 ans, Jérôme Alonzo arrête sa carrière de joueur à la fin de la saison 2009-2010 pour devenir consultant télé.
Chaque samedi matin, il participe à l'émission Paris Sportifs sur France 2 présentée par Laurent Luyat et Louise Ekland, avec Basile Boli, Emmanuel Petit, Didier Roustan ou Éric Naulleau, entre autres.
Entre 2010 et 2012, il est également consultant sur Orange sport, lors du grand match de Ligue 1 du samedi soir dans le Ligue 1 Football Tour commenté par Céline Géraud (animatrice du Ligue 1 Football Tour et de l'After Football Tour), Denis Balbir (commentateur) et Florian Genton (homme de terrain/interviews) avec Youri Djorkaeff (consultant), Franck Sauzée (consultant) et Christian Karembeu (consultant).
Pour la saison 2011-2012, Jérôme Alonzo rejoint L'Équipe TV en plein accord avec la chaîne Orange Sport où il officie. En semaine, il est tous les jeudis et tous les vendredis dans l'émission Foot & Co et le week-end, il anime deux émissions éponymes Alonzo Matchs chaque samedi et Alonzo Dimanche chaque dimanche.
Il participe à l'émission Fort Boyard sur France 2 à l'été 2012.
En 2012, il devient consultant lors des matchs retransmis sur France Télévisions. Et dans le même temps, il anime une émission sur la nouvelle chaîne d'actu sportive Sport365. Dans son émission "The place to be", il se rend sur un événement sportif majeur pour y rencontrer tous les acteurs de cet événement.
Il quitte le service public en août 2018 et rejoint La chaîne L'Équipe, où il intervient régulièrement en qualité de consultant, notamment dans L'Équipe du soir et L'Équipe d'Estelle puis L'Équipe de Greg.
Il est également consultant sur l'antenne de France Info.
Depuis 2015, il est devenu ambassadeur en tant que vice-président du club de basket-ball des Antibes Sharks (voir l'article du Progrès ci-joint).

## Style de jeu
Jérôme Alonzo tranche dans le milieu du football professionnel actuel par son franc-parler et son style peu académique pour un gardien de football.
Outre le football, Jérôme Alonzo est également un amateur de golf et de poker. Il a notamment un handicap de 7.1 au golf et est le parrain d'honneur depuis 10 ans du tournoi des balles blanches, tournoi caritatif pour aider les enfants hospitalisés.

## Statistiques
| Saison                | Club                   | Championnat           | Championnat | Championnat | Coupe nationale | Coupe nationale | Coupe de la Ligue | Coupe de la Ligue | Supercoupe | Supercoupe | Compétition(s) continentale(s) | Compétition(s) continentale(s) | Compétition(s) continentale(s) | Total | Total |
| Saison                | Club                   | Division              | M.          | B.          | M.              | B.              | M.                | B.                | M.         | B.         | Comp.                          | M.                             | B.                             | M.    | B.    |
| 1993-1994             | OGC Nice               | Division 2            | 6           | 0           | -               | -               | -                 | -                 | -          | -          | -                              | -                              | -                              | 6     | 0     |
| 1994-1995             | OGC Nice               | Division 1            | 1           | 0           | 1               | 0               | -                 | -                 | -          | -          | -                              | -                              | -                              | 2     | 0     |
| Sous-total            | Sous-total             | Sous-total            | 7           | 0           | 1               | 0               | -                 | -                 | -          | -          | -                              | -                              | -                              | 8     | 0     |
| 1995-1996             | Olympique de Marseille | Division 2            | 42          | 0           | 7               | 0               | 4                 | 0                 | -          | -          | -                              | -                              | -                              | 53    | 0     |
| 1996-1997             | Olympique de Marseille | Division 1            | 3           | 0           | -               | -               | 1                 | 0                 | -          | -          | -                              | -                              | -                              | 4     | 0     |
| Sous-total            | Sous-total             | Sous-total            | 45          | 0           | 7               | 0               | 5                 | 0                 | -          | -          | -                              | -                              | -                              | 57    | 0     |
| 1997-1998             | AS Saint-Étienne       | Division 2            | 41          | 0           | 2               | 0               | 1                 | 0                 | -          | -          | -                              | -                              | -                              | 44    | 0     |
| 1998-1999             | AS Saint-Étienne       | Division 2            | 29          | 0           | 2               | 0               | 1                 | 0                 | -          | -          | -                              | -                              | -                              | 32    | 0     |
| 1999-2000             | AS Saint-Étienne       | Division 1            | 25          | 0           | 1               | 0               | 1                 | 0                 | -          | -          | -                              | -                              | -                              | 27    | 0     |
| 2000-2001             | AS Saint-Étienne       | Division 1            | 5           | 0           | 1               | 0               | -                 | -                 | -          | -          | -                              | -                              | -                              | 6     | 0     |
| Sous-total            | Sous-total             | Sous-total            | 100         | 0           | 6               | 0               | 3                 | 0                 | -          | -          | -                              | -                              | -                              | 109   | 0     |
| 2001-2002             | Paris Saint-Germain    | Division 1            | 6           | 0           | 4               | 0               | 2                 | 0                 | -          | -          | C3                             | 1                              | 0                              | 13    | 0     |
| 2002-2003             | Paris Saint-Germain    | Ligue 1               | 12          | 0           | 6               | 0               | 1                 | 0                 | -          | -          | -                              | -                              | -                              | 19    | 0     |
| 2003-2004             | Paris Saint-Germain    | Ligue 1               | 34          | 0           | -               | -               | 1                 | 0                 | -          | -          | -                              | -                              | -                              | 35    | 0     |
| 2004-2005             | Paris Saint-Germain    | Ligue 1               | 6           | 0           | 2               | 0               | 2                 | 0                 | 1          | 0          | -                              | -                              | -                              | 11    | 0     |
| 2005-2006             | Paris Saint-Germain    | Ligue 1               | 13          | 0           | 2               | 0               | 2                 | 0                 | -          | -          | -                              | -                              | -                              | 17    | 0     |
| 2006-2007             | Paris Saint-Germain    | Ligue 1               | 0           | 0           | -               | -               | 2                 | 0                 | -          | -          | -                              | -                              | -                              | 2     | 0     |
| 2007-2008             | Paris Saint-Germain    | Ligue 1               | 0           | 0           | 4               | 0               | -                 | -                 | -          | -          | -                              | -                              | -                              | 4     | 0     |
| Sous-total            | Sous-total             | Sous-total            | 71          | 0           | 18              | 0               | 10                | 0                 | 1          | 0          | -                              | 1                              | 0                              | 101   | 0     |
| 2008-2009             | FC Nantes              | Ligue 1               | 27          | 0           | 1               | 0               | -                 | -                 | -          | -          | -                              | -                              | -                              | 28    | 0     |
| 2009-2010             | FC Nantes              | Ligue 2               | 4           | 0           | 1               | 0               | 1                 | 0                 | -          | -          | -                              | -                              | -                              | 6     | 0     |
| Sous-total            | Sous-total             | Sous-total            | 31          | 0           | 2               | 0               | 1                 | 0                 | -          | -          | -                              | -                              | -                              | 34    | 0     |
| Total sur la carrière | Total sur la carrière  | Total sur la carrière | 254         | 0           | 34              | 0               | 19                | 0                 | 1          | -          | -                              | 1                              | 0                              | 309   | 0     |

## Palmarès
Paris SG
- Coupe de France :
  - Vainqueur : 2004, 2006
  - Finaliste : 2003, 2008
- Coupe de la Ligue :
  - Vainqueur : 2008
- Trophée des Champions :
  - Finaliste : 2004, 2006

OGC Nice
- Champion de France de D2 : 1994

AS Saint-Étienne
- Champion de France de D2 : 1999